# غاري كاهيل

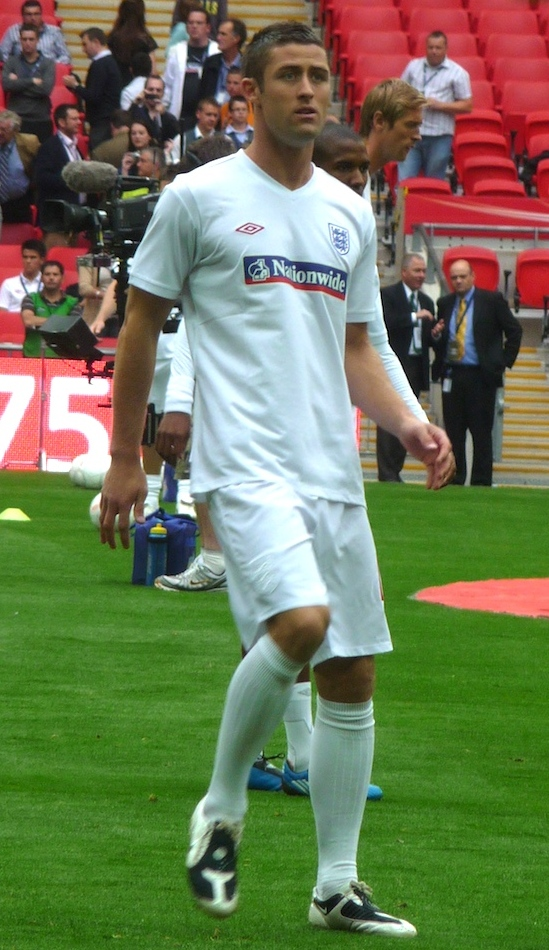
غاري كاهيل

غاري جيمس كاهيل (بالإنجليزية: Gary James Cahill)، (مواليد 19 ديسمبر 1985 في شفيلد، إنجلترا)، هو لاعب كرة قدم إنجليزي سابق لعب في مركز قلب الدفاع.
بدأ مسيرته الكروية مع نادي أستون فيلا في عام 2004، وهو يلعب في مركز قلب الدفاع وفي موسم 2004/2005 أعير إلى نادي بيرنلي، وشارك معهم في 27 مباراة وسجل هدف واحد وأنتقل في بداية 2012 إلى تشيلسي الإنجليزي بـ 7 ملايين يورو..

## روابط خارجية
- غاري كاهيل على موقع الاتحاد الدولي (مؤرشف)  (الإنجليزية)
- غاري كاهيل على موقع الاتحاد الأوربي (الإنجليزية)
- غاري كاهيل على موقع قاعدة بيانات كرة القدم.إي يو (الإنجليزية)
- غاري كاهيل على موقع ليكيب (الفرنسية)
- غاري كاهيل على موقع ناشيونال فوتبول تيمز (الإنجليزية)
- غاري كاهيل على موقع Soccerbase.com (لاعب) (الإنجليزية)
- غاري كاهيل على موقع Soccerway.com (الإنجليزية)
- غاري كاهيل على موقع عالم كرة القدم.نت (الإنجليزية)
- غاري كاهيل على موقع كووورة
- غاري كاهيل على موقع AS.com (الإسبانية)